# 세대공감 토요일
세대공감 토요일은 2010년 1월 16일부터 2013년 10월 19일까지 방송되었던 연예정보 프로그램이다.

## 기획 의도
텔레비전 앞에서 소외되고 있는 기성세대들을 위한 맞춤형 연예정보 프로그램이다.

## 방송 시간
| 방송 채널 | 방송 기간                         | 방송 시간                             |
| --------- | --------------------------------- | ------------------------------------- |
| KBS 2TV   | 2010년 1월 16일 ~ 2010년 5월 8일  | 매주 토요일 아침 9시 30분 ~ 10시 30분 |
| KBS 2TV   | 2010년 5월 15일 ~ 2011년 4월 30일 | 매주 토요일 아침 9시 35분 ~ 10시 35분 |
| KBS 2TV   | 2011년 5월 7일 ~ 2013년 10월 19일 | 매주 토요일 아침 9시 5분 ~ 10시 5분   |

## 슬로건
- 토요일 아침의 유쾌한 TV여행 세대공감 토요일

## 역대 코너
- 토요 어워즈
- 랭킹 올드 & 뉴
- 별들의 전쟁
- 별들의 고향
- 지금 뭐하세요?
- 토요 스타다큐
- 스타 플러스

## 역대 진행자
진행자
| 대수 | 진행자         | 진행 기간                          |
| ---- | -------------- | ---------------------------------- |
| 1기  | 강석우, 이지애 | 2010년 1월 16일 ~ 2010년 5월 8일   |
| 2기  | 강석우, 오정연 | 2010년 5월 15일 ~ 2013년 4월 6일   |
| 3기  | 임백천, 오정연 | 2013년 4월 13일 ~ 2013년 10월 19일 |

패널
| 대수 | 출연자                         | 출연 기간                         |
| ---- | ------------------------------ | --------------------------------- |
| 1기  | 조형기, 이봉원, 김효진         | 2010년 1월 16일 ~ 2010년 5월 1일  |
| 2기  | 조형기, 이봉원, 김효진, 김정민 | 2010년 5월 8일 ~ 2011년 2월 12일  |
| 3기  | 조형기, 이봉원, 김효진, 김성경 | 2011년 2월 19일 ~ 2011년 11월 5일 |
| 4기  | 조형기, 이봉원, 김효진, 조향기 | 2011년 11월 12일 ~ 2012년 9월 1일 |
| 5기  | 조형기, 이봉원, 이유진, 조향기 | 2012년 9월 8일 ~ 2013년 10월 19일 |

## 참고 사항
- 2013년 4월 13일부터 2013년 10월 19일최종회까지 메인 진행자로 활동한 임백천은 첫 회부터 2013년 4월 6일까지 메인 MC를 맡았던 강석우의 후임으로 KBS 2TV 행복채널 진행을 역임했다.[1]

## 논란
- 나경원 전 새누리당 의원 선거운동 경력이 있었던[2] 임백천을 2013년 4월 13일부터 새 MC로 합류시켜 논란이 있었다.